# Frost Children
Frost Children est un duo américain de pop, originaire de Saint-Louis, dans le Missouri. Le duo est composé des frères et sœurs Angel et Lulu Prost,.

## Histoire
Le duo participe à la chanson Mona Lisa de l'album Smile! :D de Porter Robinson, sorti en juillet 2024. Le 15 août 2024, le duo sort également le single Shake It Like A, avec Danny Brown.

## Style musical et influences
Frost Children produit essentiellement de l'hyperpop, teinté de glitchcore,, mais inclut souvent des éléments de synth pop,, punk rock, electropunk, hardstyle, et screamo. Mais le groupe rejette dans une certaine mesure les barrières du genre. Leur style vestimentaire et esthétique globale est souvent rattaché aux influences indie sleaze des années 2010, et s'inspirent fortement de la culture Internet et en particulier de la culture des mèmes,.
Dans leur enfance, le duo s'est intéressé à la musique emo notamment avec les groupes The Fray et Say Anything. Ils ont déclaré d'autres influences précoces provenant de genres tels que l'EDM et le dubstep, ayant écouté Deadmau5 et Skrillex ensemble pendant leur enfance, ainsi que des émissions d'UKF Music et Ultra Music Festival. Plus tard dans sa vie, les influences d'Angel comprenaient les groupes de pop de chambre tels qu'Alex G et Horse Jumper of Love (en). Leurs paroles tournent souvent autour de l'aliénation et de la dysphorie de genre.

## Discographie
- 2020 : Aviation Creates Adventurous Beginnings
- 2021 : Elixir Rejection
- 2022 : Spiral
- 2022 : Speed Run
- 2023 : Hearth Room